# Palpator turpilucricupidus
Palpator turpilucricupidus är en stekelart som beskrevs av Andrey Ivanovich Khalaim 2006. Palpator turpilucricupidus ingår i släktet Palpator och familjen brokparasitsteklar. Inga underarter finns listade i Catalogue of Life.